# Siemens Wind Power A/S

Siemens Wind Power A/S — данська компанія, підрозділ німецького концерну Siemens AG з виробництва вітрових електростанцій. 
Заснована 1980 року, як Bonus Energy A/S. 2004 року придбана концерном Siemens AG для посилення позицій у вітроенергетиці.